# 菅貫太郎
菅 貫太郎（すが かんたろう、1934年〈昭和9年〉12月12日 - 1994年〈平成6年〉3月22日）は、日本の俳優。本名は同じ。愛称はスガカン。
秋田県湯沢市出身。秋田県立湯沢高等学校卒業、中央大学中退。劇団俳優座出身。田村企画を経て、東映俳優センターに所属していた。

## 来歴・人物
高校卒業後、中央大学に進むが中退。
1957年（昭和32年）に俳優座養成所に第9期生として入所。
1960年（昭和35年）に座員となり、「セチュアンの善人」で初舞台を踏む。

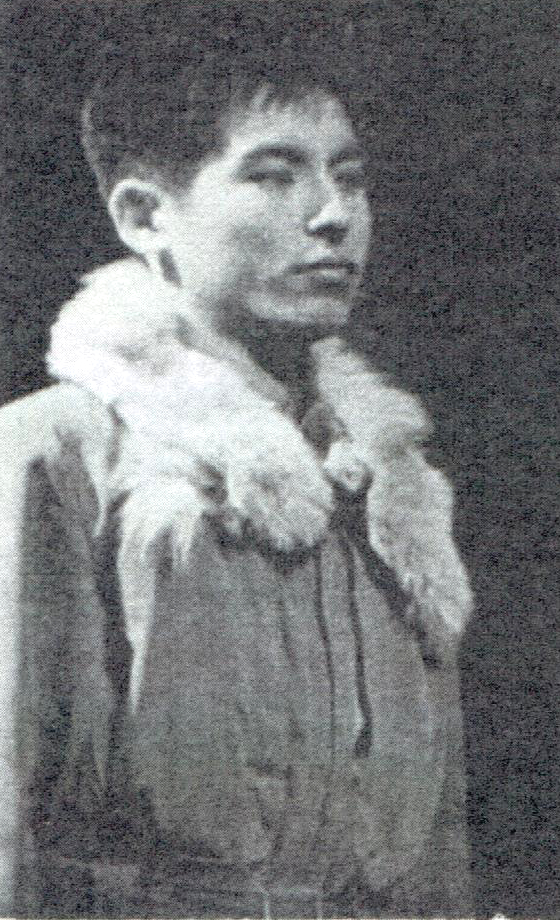
俳優座公演『セチュアンの善人』舞台写真

1971年（昭和46年）に菅孝行作の「はんらん狂騒曲」上演を禁じた俳優座幹部と対立、市原悦子、中村敦夫、原田芳雄らと共に、俳優座劇場で同作の造反公演劇団を行い、退団した。
劇団在籍中から、映画やテレビドラマにも出演。独特のオーバーリアクションと、病的な異常性を秘めた表情の演技（特に悪役で活かされる）で強烈な印象を残した。

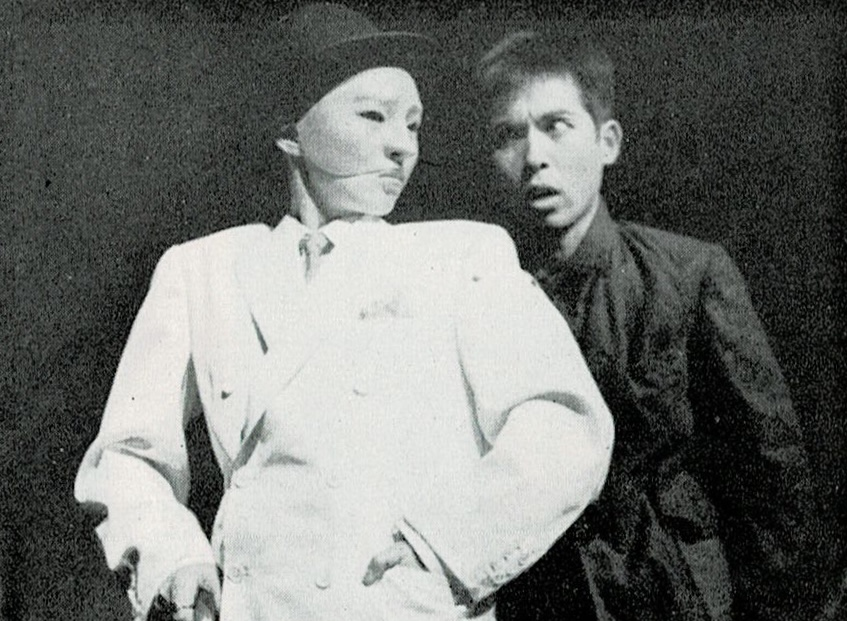
俳優座公演『セチュアンの善人』舞台写真、市原悦子(左)と菅貫太郎(右)

主な映画出演作は、『霧丸霧隠れ』（1961年（昭和36年））、『十三人の刺客』（1963年（昭和38年））、『幕末残酷物語』（1964年（昭和39年））、『田園に死す』（1974年（昭和49年））など。寺山修司監督の『田園に死す』は唯一の主演作。
劇団所属のまま、映画は東映作品の常連となり、特に工藤栄一監督『十三人の刺客』で演じた松平斉韶役は「酷薄な馬鹿殿さま」として、以降の時代劇で同様の役を演じるほどの当たり役となった。その後十年を経てなおも類似の出演依頼が続き、演技指導では「松平斉韶役みたいに」と同様の演技を求める制作や演出家の技量に対して菅は演技者の立場から批判している。1964年（昭和39年）の新聞インタビューでは、東映の時代劇に出演するきっかけは、当時の俳優座の経営が厳しかったこともあり、上層部の命令で出演することになったと答えており、俳優座のリーダー格だった千田是也を目標の俳優に挙げている。
テレビ作品では『水戸黄門』や『必殺シリーズ』、『暴れん坊将軍』など多数の時代劇や刑事ドラマにゲスト出演し、主に悪役として活躍した。善人役を演じる時は、普段の悪役のイメージを逆手にとり悪役風に姿を現し、終盤で実は善人だったという役は予定調和型ストーリー展開にトリック的な演技で視聴者に強い印象を残す。準レギュラー出演した『ご存知!女ねずみ小僧』では町奉行所同心羅門京十郎役を前述のオーバーリアクションを交えつつ各話で心境や様子に工夫する芸の細かさ・芸域の幅広さも見せた。
プライベートは「べらんめぇ」口調の飾らない性質で頭髪は演技都合で拘らず、夫人の仕立てたお手製の登山帽（チロリアンハット）を愛用していた。映画や現代劇の出演にはチロリアンハットを身に付けることも有った。
1994年（平成6年）3月16日の夜、神奈川県川崎市麻生区の自宅へ帰宅途中、自宅前の横断歩道でオートバイと接触して頭部を強打し入院。6日後の3月22日、脳挫傷のため横浜市緑区の病院で死去。59歳没。
3月23日、家族親族による密葬が行われた後、3月24日に新聞各紙の知るところとなり、翌3月25日に各紙で訃報が報じられた。4月10日、東映京都撮影所所長・佐藤雅夫を葬儀委員長に川崎市山口台会館で葬儀・告別式が行われた。

## 出演

### 映画
- 霧丸霧がくれ（1961年、東映） - 青貝勝之進
- 霧丸霧がくれ 南海の狼（1961年、東映） - 青貝勝之進
- 葵の暴れん坊（1961年、東映） - 南条勘兵衛
- 水戸黄門 助さん格さん大暴れ（1961年、東映） - 根津辰馬
- 花笠ふたり若衆（1961年、東映） - 音吉
- ひばりのおしゃれ狂女（1961年、東映） - 中屋吉三郎
- 旗本退屈男 謎の七色御殿（1961年、東映） - 義丸
- 無法者の虎（1961年、東映） - へちまの辰
- 八幡鳩九郎（1962年、東映） - 横関大学
- 血煙り笠（1962年、東映） - 奥平源四郎
- 丹下左膳 乾雲坤竜の巻（1962年、東映） - 諏訪栄三郎
- 右門捕物帖 紅蜥蜴（1962年、東映） - 風流亭志ん朝
- まぼろし天狗（1962年、東映） - きすぐれの仙吉
- 源九郎義経（1962年、東映） - 高階泰経
- 千姫と秀頼（1962年、東映） - 本多平八郎
- 若さま侍捕物帳 お化粧蜘蛛（1962年、東映） - 清十郎
- 天下の御意見番（1962年、東映） - 坂部三十郎
- よか稚児ざくら 馬上の若武者（1962年、東映） - 海老原守
- 越後獅子祭り（1962年、東映） - 浅井朝之助
- 祇園の暗殺者（1962年、東映） - 田代新次郎
- 変幻紫頭巾（1963年、東映） - 田沼意知
- 忍者秘帖 梟の城（1963年、東映） - 前田玄以
- 十三人の刺客（1963年、東映） - 松平左兵衛督斉韶
- 無法の宿場（1963年、東映） - 間鳥之介
- いれずみ半太郎（1963年、東映） - 熊介
- 柳生武芸帳 片目の十兵衛（1963年、東映） - 梟兵衛
- 夜霧の上州路（1963年、東映） - 伊三郎
- 幕末残酷物語（1964年、東映） - 松永主膳
- 第三の忍者（1964年、東映） - 木下藤吉郎
- 人斬り笠（1964年、東映） - 和吉
- 間諜（1964年、東映） - 望月主馬
- 暗黒街大通り（1964年、東映） - 中田勝雄
- やくざGメン 明治暗黒街（1965年、東映） - 宮田
- 獣の剣（1965年、東映） - 鳥尾大三郎
- 女犯破戒（1966年、東映） - 家斉
- 復讐の歌が聞える（1967年、松竹） - 高木
- 十一人の侍（1967年、東映） - 松平齊厚
- 日本暗黒史 情無用（1968年、東映） - 河本
- 忍びの卍（1968年、東映） - 家光
- 日本の青春（1968年、東宝） - 自衛隊員
- 告白的女優論（1971年、ATG） - 波多医師
- 無宿人御子神の丈吉 牙は引き裂いた（1972年、東宝） - 松次郎
- 無宿人御子神の丈吉 川風に過去は流れた（1972年、東宝） - 巳之吉
- 温泉スッポン芸者（1972年、東映） - 服部倉次郎
- まむしの兄弟 傷害恐喝十八犯（1972年、東映） - 片岡
- やくざ対Gメン 囮（1973年、東映） - 永野保
- 女医の愛欲日記（1973年、東映） - 川崎徹
- ジーンズブルース 明日なき無頼派（1974年、東映） - マスター
- 田園に死す（1974年、ATG） - 私
- 女子大生失踪事件 熟れた匂い（1974年、東映） - 渋沢敬義
- まむしの兄弟 二人合わせて30犯（1974年、東映） - 本間忠雄
- 女番長 玉突き遊び（1974年、東映） - 小池
- 忘八武士道 さ無頼（1974年、東映） - 幻庵
- 強盗放火殺人囚（1975年、東映） - 菊地武信
- 異邦人の河（1975年、緑豆社） - 方相一
- 夜明けの旗 松本治一郎伝（1976年、東映） - 緒方検事
- 歌麿 夢と知りせば（1977年、日本ヘラルド映画） - 北斎
- 大奥浮世風呂（1977年、東映） - 徳川家綱
- 好色源平絵巻（1977年、東映） - 平清盛
- ピラニア軍団 ダボシャツの天（1977年、東映） - 笹本圭司
- 沖縄10年戦争（1978年、東映） - 高木
- 多羅尾伴内 鬼面村の惨劇（1978年、東映） - 江幡一臣
- 青春の門（1981年、東映） - 市村
- 人生劇場（1983年、東映） - 黒馬先生
- 積木くずし（1983年、東宝） - K町中担任・須川
- 連続殺人鬼 冷血（1984年、ジョイパックフィルム） - 辰田孝文
- 空海（1984年、東映） - 永忠
- ときめき海岸物語（1984年、松竹） - 島崎先生
- 白日夢2（1987年、グローバル）
- 親鸞 白い道（1987年、松竹） - 善念
- 花園の迷宮（1988年、東映） - 軍需成金
- 社葬（1989年、東映） - 深町弘人
- 極道の妻たち 最後の戦い（1990年、東映） - 桜井弁護士
- ザ・ヒットマン 血はバラの匂い（1991年、東映ビデオ） ※Vシネマ
- 白昼の処刑（1992年、東映ビデオ） ※Vシネマ
- 極東黒社会（1993年、東映）

### テレビ作品

#### 時代劇
- 用心棒シリーズ（NET / 東映）
  - 俺は用心棒 第4話「脱出」、第12話「木屋町非情」（1967年） - 高杉晋作
  - 帰って来た用心棒（1968年）
    - 第3話「送り火が燃えるとき」 - 竹内源四郎
    - 第22話「地獄極楽わかれ道」 - 高小路通麿
- 剣（1967年、NTV / C.A.L）
  - 第6話「鰯の頭」 - 佐野栄之助
  - 第21話「旗本と町奴」 - 近藤登之助
  - 第31話「お氷さま罷り通る」
  - 第33話「狗」
- 銭形平次（CX / 東映） ※大川橋蔵版
  - 第63話「化粧する女」（1967年） - 打越
  - 第135話「呪われた能面」（1968年） - 千介
  - 第160話「麝香が匂う」（1969年） - 越前屋善兵ヱ
  - 第311話「さぬき屋殺し」（1972年） - 庄之助
  - 第372話「誰も知らない」（1973年） - 源次
  - 第451話「あばずれ」（1974年） - 駒三
  - 第521話「平次一番勝負」（1976年） -  算哲
  - 第672話「万七・恐怖の三日間」（1979年） - 矢切の辰蔵
  - 第689話「大江戸十手祭り」（1979年） - 島村大膳
  - 第726話「命を賭けた訴え」（1980年） - 山城屋藤兵ヱ
  - 第790話「平次軍団仕掛ける!」（1981年） - 羅漢寺の栄五郎
  - 第816話「江戸評判一枚刷り」（1982年） - 羅五郎
  - 第868話「七つの顔の平次」（1983年） - 黒沼玄蕃
  - 第888話「ああ十手ひとすじ!! 八百八十八番大手柄 さらば我らの平次よ永遠に」（1984年） - 黒崎源蔵 ※最終話
- お庭番（1968年、NTV / C.A.L）
  - 第1話「元禄十四年」 - 第3話「元禄十五年」 - 平野庄九郎
  - 第17話 - 第19話「みな殺しの唄」 - 丸橋忠弥
  - 第29話 - 第30話「墓場のない男たち」 - 蓮見了介
- 水戸黄門（TBS / C.A.L）
  - 第2部 第1話～第3話、第5話～第6話、第8話～第10話（1970年） - 比留間伝八郎
  - 第3部（1972年）
    - 第8話「雪姫変化 -掛川-」 - 宮田玄十郎
    - 第25話「狙撃者 -天草-」 - 鬼塚甚八

  - 第4部（1973年）
    - 第8話「忍び狩り -米沢-」 - 西山道明
    - 第24話「牢破り -石巻-」 - 彦坂源八

  - 第5部 第2話「仇討ち甲州路 -青梅-」（1974年4月8日） - 木島源之助
  - 第6部 第3話「よみがえった男 -人吉-」（1975年4月14日） - 稲葉雄之介
  - 第7部 第28話「ひょうろく玉の仇討 -諏訪-」（1976年11月29日） - 犬飼重蔵
  - 第9部
    - 第6話「恐怖の標的 -一ノ関-」（1978年9月11日） - 畔上源八郎
    - 第22話「初春女狐騒動 -諏訪-」（1979年1月1日） - 向井源三郎

  - 第10部
    - 第5話「鬼庄屋は黄門様に瓜二つ -沼津-」（1979年9月10日） - 板垣十兵衛
    - 第21話「じゃじゃ馬娘はお医者様 -岩村-」（1980年1月7日） - 山村源之助

  - 第11部
    - 第4話「悪を斬る紅緒の三度笠 -山形-」（1980年9月8日） - 高森源太夫
    - 第24話「弥七に似てた三度笠 -館山-」（1981年1月26日） - 船形屋久造

  - 第12部 第6話「助さんそっくり千両役者 -郡上八幡-」（1981年10月5日） - 佐藤将監
  - 第13部（1983年）
    - 第13話「真実を尽した妻の愛 -高野-」 - 池田外記
    - 第18話「網にかかった悪い雑魚 -石州浜田-」 - 尾関数右衛門

  - 第14部
    - 第4話「わがまま姑の嫁いびり -白石-」（1983年11月21日） - 片桐十太夫
    - 第24話「偽黄門にされた黄門様 -高岡-」（1984年4月9日） - 渡部兵庫

  - 第15部 第38話「父と呼ばれた格之進 -大宮-」（1985年10月14日） - 中館右一郎
  - 第16部 第12話「京人形に賭けた芸妓の意地 -京-」（1986年7月14日） - 城崎三位
  - 第17部 第1話「水戸黄門 -水戸・江戸-」、第8話「老公爆殺危機一発 -鳥羽-」、第9話「陰謀暴く裏切り忍法 -鳥羽-」（1987年） - 丹羽甚内
  - 第18部
    - 第3話「黄門様が用心棒 -粕壁-」（1988年9月26日） - 疋田庄太夫
    - 第23話「夢芝居!? 八兵衛の若旦那 -京-」（1989年2月20日） - 一条三位

  - 第19部 第1話「水戸黄門 -水戸-」、第9話「野望を砕く薪能 -鶴岡-」（1989年） - 室川屋籐兵衛
  - 第20部（1991年）
    - 第11話「陰謀渦巻く高松城 -高松-」 - 福原速水
    - 第39話「八兵衛そっくりお殿様 -久保田-」 - 松田源左衛門

  - 第21部（1992年）
    - 第3話「頑固比べて縁結び -小浜-」 - 瀬川勢兵衛
    - 第16話「怨念渦巻く船幽霊 -今治-」 - 詠心
    - 第32話「世直し旅よ永遠に -江戸-」 - 風間澳次

  - 第22部（1993年）
    - 第3話「天下の嶮の幽霊騒動 -箱根-」 - 黒川軍兵衛
    - 第27話「女たちの復讐 -大聖寺-」 - 依田内膳
- 大岡越前（TBS / C.A.L）
  - 第2部 第18話「すっとび辰の失恋」（1971年9月13日） - 長谷川大蔵
  - 第4部 第3話「男やもめに花が咲く」（1974年10月21日） - 庄兵衛
  - 第5部 第19話「復讐に燃える女」（1978年6月12日） - 小野寺啓三郎
  - 第6部 第7話「勇気ある証言」（1982年4月19日） - 真鍋良伯
  - 第7部 第7話「嘘つき親父の真実」（1983年6月6日） - 千造
  - 第9部 第16話「兄を殺した非道医者」（1986年2月10日） - 林田玄庵
  - 第11部 第3話「薬袋に黒い罠」（1990年5月7日） - 沢井喬庵
  - 第12部 第1話「大岡越前」（1991年10月14日） - 倉金主膳
  - 第13部 第21話「恐怖どくろ党の復讐」（1993年4月5日） - 儀十
- 木枯し紋次郎（C.A.L）
  - 第1部 第6話「大江戸の夜を走れ」（1972年、CX） - 重兵衛（十六夜小僧）
  - 第2部 第14話「明鴉に死地を射た」（1973年、CX） - 日下又兵衛
  - 新・木枯し紋次郎 第25話「生国は地獄にござんす」（1977年、12ch） - 忠七
- 遠山の金さんシリーズ（NET→ANB / 東映）
  - 遠山の金さん捕物帳 第91話「シャモを愛した女」（1972年、NET / 東映） - 柴田右近 ※中村梅之助版
  - 遠山の金さん ※杉良太郎版
    - 第1シリーズ 第58話「陰謀の凶弾」（1976年） - 伊庭刑部
    - 第2シリーズ 第18話「石川島怨み唄」（1979年） - 橘兵馬

  - 遠山の金さん ※高橋英樹版
    - 遠山の金さん
      - 第4話「奇々怪々! 二度死んだ女」（1982年） - 陣場多左衛門
      - 第26話「お奉行に惚れた女賭博師」（1982年） - 山田軍十郎
      - 第52話「愛の十字路 暗黒街の女!」（1983年） - 弥平
      - 第77話「人呼んで"桜吹雪の女"と発します!」（1983年） - 長五郎
      - 第104話「女賞金稼ぎ! 緋ぼたんおりんII」（1984年） - 茂造
      - 第117話「狙われた聖女・富貴楼おしの!」（1984年） - 伊東修理
      - 第144話「母の名はおんな水中縄抜け師!」（1985年） - 伊部重四郎

    - 遠山の金さんII
      - 第10話「愛のお葬式・私は無実です!」（1985年） - 吉左衛門
      - 第27話「神馬に乗った巫女」（1986年） - 高浜外記

  - 名奉行 遠山の金さん ※松方弘樹版
    - 第1シリーズ（1988年）
      - 第3話「引き裂かれた妻の夢」 - 関原孔山
      - 第23話「これにて一件落着」 - 西海屋

    - 第2シリーズ 第14話「お目付け桜と姥ざくら」（1989年） - 越中屋
    - 第3シリーズ
      - スペシャル1「大陰謀! 天下分け目の桜吹雪」（1990年） - 大口屋
      - 第16話「逆玉の輿を狙った男」（1990年） - 松前屋
      - 第27話「闇の上納金! 遠山桜最後の勝負」（1991年） - 井野

    - 第4シリーズ 第19話「穴蔵の謎 炎に消えた千両箱」（1992年） - 赤猫の佐平
    - 第5シリーズ（1993年）
      - 第14話「浮世絵連続殺人!」 - 歌川国春
      - 第27話「富くじ千両 大からくり」 - 的場新左衛門
- 必殺シリーズ（ABC / 松竹）
  - 必殺仕置人 第1話「いのちを売ってさらし首」（1973年） - 牧野備中守
  - 助け人走る 第34話「必死大逃走」（1974年） - 諸口剛造
  - 必殺必中仕事屋稼業（1975年）
    - 第2話「一発勝負」 - 朝倉主膳
    - 第16話「仕上げて勝負」 - 捨三

  - 必殺仕置屋稼業（1975年）
    - 第5話「一筆啓上幽鬼が見えた」 - 国春
    - 第16話「一筆啓上無法が見えた」 - 久坂房次郎

  - 必殺仕業人 第15話「あんたこの連れ合いどう思う」（1976年） - 岩松
  - 必殺からくり人・血風編 第9話「小判が眼をむく紅い闇」（1976年） - 儀兵衛
  - 新・必殺仕置人 第5話「王手無用」（1977年） - 疋田兵庫
  - 江戸プロフェッショナル・必殺商売人 第18話「殺られた主水は夢ん中」（1978年） - 政吉
  - 必殺仕事人
    - 第24話「冥土の道連れを送れるか」（1979年） - 会田玄斎
    - 第38話「闇技 船中殺」（1980年） - 板野小兵衛
    - 第66話「描き技 絵筆逆手屏風突き」（1980年） - 夢中恋路桜

  - 新・必殺仕事人 第35話「主水 友情に涙する」（1982年） - 儀助
  - 必殺仕事人IV 第29話「主水 せんとりつの葬式を出す」（1984年） - 茂兵衛
  - 必殺仕切人 第1話「もしも大奥に古狸がいたら」（1984年） - 鬼アザミ
  - 必殺橋掛人 第10話「日本橋の地獄火を探ります」（1985年） - 菊之丞
  - 必殺仕事人V・旋風編 第3話「主水 殺人ツアーに出かける」（1986年） - 稲葉備中守
  - 必殺剣劇人 第8話「あばよ!」（1987年） - 津上淡路守
  - 必殺仕事人・激突! 第6話「徳川家康のキセル」（1991年） - 荒巻忠弥
  - スペシャル 必殺忠臣蔵（1987年） - 千坂兵部
  - スペシャル 仕事人vs仕事人 徳川内閣大ゆれ!主水にマドンナ（1989年） - 石倉甲斐守
- 旅人異三郎 第25話「渡し舟に恋がめばえた」（1973年、東京12チャンネル / 三船プロ） - 米田新兵衛
- 伝七捕物帳 第34話「赤っ鼻の五平危機一発」（1974年、NTV） - 暗烏の駒造
- 破れ傘刀舟悪人狩り（NET / 三船プロ）
  - 第2話「鉄砲傷が呼んでいる」（1974年） - 筧十蔵
  - 第7話「忘却の女」（1974年） - 小山駿河守
  - 第33話「欲望の檻の中で」（1975年） - 間崎鉄之進
  - 第58話「裏切りの賭け」（1975年） - 粕谷左門
  - 第85話「消えた五千両」（1976年） - 山代屋清兵衛
  - 第94話「十万石の罠」（1976年） - 瀬川矢五郎
- 大江戸捜査網（12ch - TX / 日活 - 三船プロ）
  - 第176話「腰抜け武士道」（1975年） - 脇坂大膳
  - 第193話「命預けた怨み節」（1975年） - 八田主水
  - 第224話「殺しの夜明け」（1976年） - 山村鉄石
  - 第241話「誇り高き父子鷹」（1976年） - 久米
  - 第267話「偽装殺人の罠」（1976年） - 村本兵衛
  - 第288話「浪人殺しの陰謀」（1977年） - 佐久間藩家老・主膳
  - 第319話「罪なき父娘の絶唱」（1977年） - 桑原玄蔵
  - 第333話「死闘! 風魔一族の陰謀」（1978年） - 大倉
  - 第363話「江戸っ子魚屋の世継ぎ騒動」（1978年） - 岡松主膳
  - 第396話「火つけ軍団 凶悪の罠」（1979年） - 樽屋与左衛門
  - 第409話「さらば音次郎」（1979年） - 菅沼将監
  - 第420話「十手に賭けた涙の離縁状」（1979年） - 堀田主計
  - 第444話「祭りに咲いた夫婦花」（1980年） - 桑原多門
  - 第453話「美女誘拐螢火の罠」（1980年） - 田代弾正
  - 第526話「邪剣つばめ返し」（1982年） - 落合甚十郎
  - 第592話「少年が襲う! 横浜無宿人狩り」（1983年） - 美輪弾正
  - 第635話「凍る夜 殺人者は眠らない」（1984年） - 川勝出雲
  - 平成版
    - 第1シリーズ 第18話「吉原恋模様 居残り新十郎」（1991年） - 山形屋伍平
    - 第2シリーズ 第15話「阿片地獄! 復讐の怨み肌」（1992年） - 久世右京亮
- 座頭市シリーズ（CX / 勝プロ）
  - 座頭市物語 第22話「父と子の詩」（1975年） - 中沢
  - 新・座頭市
    - 第1シリーズ 第16話「駆け込み道中ふたり旅」（1976年） - 美濃
    - 第2シリーズ 第16話「裸の泣き虫役人」（1978年） - 代官
    - 第3シリーズ 第1話「今日も行くひとり旅」（1979年） - 権太
- 桃太郎侍（NTV / 東映）
  - 第1話「八百八町罷り通る」（1976年） - 伊賀半九郎
  - 第38話「甘い言葉に罠がある」（1977年） - 塚原主水
  - 第58話「二つの顔の男」（1977年） - 本多和泉
  - 第83話「命を賭けた恩返し」（1978年） - 岩瀬主計頭
  - 第119話「女宿無し恋の雨」（1979年） - 朝倉雅楽頭
  - 第135話「妖しの花を咲かせる女」（1979年） - 竹中孝信
  - 第145話「鯛より旨い鰯の人情」（1979年） - 南條式部少輔
  - 第174話「お化け長屋のタヌキ騒動」（1980年） - 三浦大次郎
  - 第192話「みなし子峠」（1980年） - 三河屋
  - 第205話「鬼より恐い母がいる」（1980年） - 津島軍太夫
  - 第257話「つばめ暁に死す」（1981年） - 伊勢屋藤兵衛
- 江戸を斬る（TBS / C.A.L）
  - 江戸を斬るIII 第11話「女だてらに河内山」（1977年） - 久世大和守
  - 江戸を斬るIV 第22話「渡る世間に鬼はなし」（1979年） - 倉持富十郎
  - 江戸を斬るV 第15話「唐人形浮世絵地獄」（1980年） - 大坪主計
  - 江戸を斬るVI（1981年）
    - 第10話「魚河岸小町は瓜ふたつ」 - 向井兵庫
    - 第27話「脅迫された町奉行」 - 野伏せの富五郎

  - 江戸を斬るVII 第21話「殺しの陰で嗤う奴」（1987年） - 松の市
  - 江戸を斬るVIII 第1話「江戸を斬る」、第2話「遠山桜が悪を斬る」（1994年） - 千石屋五兵衛
- 暴れん坊将軍（ANB / 東映）
  - 吉宗評判記 暴れん坊将軍
    - 第18話「江戸一番の乱れ打ち」（1978年） - 浅井与四郎
    - 第42話「燃える男と莫蓮女」（1978年） - 大久保弾正
    - 第63話「一六勝負に散った花」（1979年） - 佐原屋惣兵衛
    - 第107話「あわれ、女お庭番」（1980年） - 翁屋甚蔵
    - 第133話「聞いてちょ! 爺ちゃん若様評判記」（1980年） - 穴沢帯刀
    - 第156話「子連れじょんがら無念流」（1981年） - 神尾右京
    - 第177話「鬼同心が哭いた朝」（1981年） - 高見沢将監
    - 第197話「河豚より怖し小判鮫」（1982年） - 安房屋六蔵

  - 暴れん坊将軍II
    - 第8話「五万両のとんぼ返り」（1983年） - 片桐左京
    - 第42話「初春はめでたや大江戸囃子」（1984年） - 土居相良
    - 第66話「纒に誓ったやせ我慢」（1984年） - 肥前屋五兵衛
    - 第87話「粋な合羽の似合う奴!」（1984年） - 儀助
    - 第96話「母も切ない鬼は外!」（1985年） - 野島利左衛門
    - 第133話「地獄の沙汰を待つ女!」（1985年） - 高見沢刑部
    - 第144話「吉宗が愛した悪女」（1986年） - 堀田日向守
    - 第169話「哀しい夜明けを待つ女!」（1986年） - 加倉井小六

  - 暴れん坊将軍III
    - 第9話「炎に消えた女囚!」（1988年） - 小泉出雲守
    - 第64話「雪姫けんか珍道中」（1989年） - 桜井玄蕃頭
    - 第112話「秩父 はたおり唄」（1990年） - 藤中玄太夫

  - 暴れん坊将軍IV
    - 第21話「一大事! 花嫁は鬼っ子姫」（1991年） - 大野内膳
    - 第44話「天下一の夢を売る男」（1992年） - 一色左兵衛介
    - 第71話「謎! 流人船、いずこへ」（1992年） - 矢田部外記

  - 暴れん坊将軍V
    - 第27話「天下御免の偽十手」（1993年） - 板垣大和守
    - 第38話「風雪! 子連れ母唄」（1994年） - 藤井石見守

  - 暴れん坊将軍VI 第4話「吉宗、まさかの新妻道中」（1994年） - 堀田主膳 ※遺作
- 長七郎天下ご免!（ANB / 東映）
  - 第11話「泣き笑いにせ者人生」（1980年） - 油問屋・摂津屋重兵衛
  - 第46話「情が仇の父娘草」（1980年） - 浅見甚太夫
  - 第63話「無法の熊は笑って散った!」（1981年） - 室田長門守
  - 第89話「命かけ橋別れ橋」（1981年） - 中村勘解由
- 影の軍団シリーズ （KTV / 東映）
  - 服部半蔵 影の軍団（1980年） - 水口鬼三太
    - 第1話「虎は嵐に爪をとぐ」
    - 第2話「闇に潜む牝豹」
    - 第3話「悪魔が呼んだ奥州路」
    - 第5話「柔肌は渦に沈んだ」
    - 第6話「夜霧の港に消えた女」
    - 第7話「標的は謎の女」
    - 第8話「潜入！大奥の昼と夜」
    - 第9話「女忍びの五月闇」
    - 第10話「黒髪は恨みに燃えた」

  - 影の軍団II 第8話「戦慄! 尼僧の赤い唇」 （1980年） - 丸定屋助左衛門
  - 影の軍団III  第1話「二つの顔の男」 - 第4話「尾張に消えた赤い影法師」 （1982年） - 久世大和守
  - 影の軍団IV （1985年） - 村山大蔵
    - 第1話「春一番! 燃えて半蔵いま発進」
    - 第5話「妖精は三度殺られる」
    - 第7話「黒髪の処刑台」
    - 第8話「闇にきらめく遊女の群れ」
    - 第12話「地中にうごめく夜の蜘蛛」
    - 第14話「くの一、殺しの罠」
- 時代劇スペシャル（CX）
  - 傘次郎・新子捕物日記 夫婦河童（1981年6月26日） - 井上河内守
  - 日本犯科帳・隠密奉行 金沢篇（1981年10月9日） - 陶澄賢
  - 傘次郎・新子捕物日記 夫婦十手（1982年6月4日） - 井上河内守
  - 隠密くずれⅢ 消えた大名行列（1983年3月18日） - 津山軍兵衛
  - 鼠小僧次郎吉 必殺の白刃（1983年3月25日） - 太田黒喜平次
  - 御金蔵破り 佐渡の金山を狙え!!（1983年5月27日） - 高坂行四郎
  - 松本清張のかげろう絵図（1983年7月22日） - 奥村大膳
  - 乾いて候 お毒味役必殺剣（1984年1月26日） - 須藤妥女
  - 女ねずみ小僧スペシャル2 ごめんじゃすまない美女奪回大博奕!（1990年12月12日） - 疋田兵部
- 長七郎江戸日記（NTV / ユニオン映画）
  - 第1シリーズ
    - 第7話「風流あずま唄」（1983年） - 倉持主馬
    - 第24話「活鯛献上始末記」（1984年） - 土岐播磨守
    - スペシャル2「長七郎立つ 江戸城の対決」（1984年） - 滝沢民部
    - 第94話「古傷」（1986年） - 梶原半太夫

  - 第2シリーズ
    - 第14話「おふくろの味」（1988年） - 稲垣平十郎
    - 第41話「妻たちの仇討」（1989年） - 島田内蔵助
    - スペシャル6「最後の挑戦 さらば長七郎」（1989年） - 立花左近

  - 第3シリーズ 第34話「艶姿 剣舞い」（1991年） - 大谷屋利三郎
- 松平右近事件帳→新・松平右近（NTV / ユニオン映画）
  - 第45話「暦女に死神が憑く」（1983年） - 菱川詠春(新庄長門)
  - 第8話「鞠子宿から来た女」（1983年） - 田中越後
- 三匹が斬る!シリーズ（ANB / 東映）
  - 三匹が斬る! 第17話「人妻の 涙甘いかしょっぱいか」（1988年） - 朝倉半兵衛
  - 続・三匹が斬る! 第15話「箱根路は 湯煙立って鬼退治!」（1989年） - 梅屋
  - 続続・三匹が斬る! 第8話「二刀流、子孫は今じゃ二枚舌!」（1990年） - 宗像春斉
  - 新・三匹が斬る! 第4話「お相手申す、今宵限りの算盤剣法」（1992年） - 本多帯刀
- 鬼平犯科帳（CX / 松竹）
  - 第1シリーズ 第20話「山吹屋お勝」（1990年） - 霧の七郎
  - 第4シリーズ 第14話「ふたり五郎蔵」（1993年） - 暮坪の新五郎 / 弥矢の伊佐蔵
- 八百八町夢日記（NTV / ユニオン映画）
  - 第1シリーズ 第16話「次郎吉を愛した女」（1990年） - 新田主膳
  - 第2シリーズ
    - 第8話「うわさの伊達男」（1991年） - 石川宗順
    - 第14話「うたかたの晴れ着」（1992年） - 相良錦之助
- 銭形平次（CX / 東映） ※北大路欣也版
  - 第1シリーズ 第6話「おとぎ話の殺人」（1991年） - 綱田屋玄兵衛
  - 第2シリーズ 第9話「がい骨の予言」（1992年） - 勘造
  - 第3シリーズ 第13話「満月の夜の惨劇」（1993年）

その他 出演作品
- 近鉄金曜劇場 / 千姫（1962年、TBS）
- 幕末出世物語（1962年、ABC） ※芸術祭参加作品
- 丹下左膳（1965年 - 1966年、TBS / 宣弘社） - 柳生源三郎 ※レギュラー / 中村竹弥版
- 甲州遊侠伝 俺はども安 第5話「国定の人」（1965年、CX / 国際放映）
- 三匹の侍（CX）
  - 第3シリーズ 第22話「夫婦雛」（1966年）
  - 第4シリーズ 第13話「抜け忍非情」（1966年） - 彦四郎
  - 新三匹の侍 第2話「申の刻には獣が死ぬ」（1970年）
- 大河ドラマ / 三姉妹（1967年、NHK） - 三条実美
- 眠狂四郎 第1話「おこよ菩薩」、第6話「無明剣」（1967年、CX） ※平幹二朗版
- 風 第2話「獣の城」（1967年、TBS / 松竹） - 一作
- 十一番目の志士（1968年、NET）
- お吟さま（1968年、NET）
- 大奥 第8話「愛妾お伝の方」（1968年、KTV / 東映） - 堀田権九郎
- 野次馬がいく 第17話「踊れ! なまくら」（1968年、NET / 東映）
- 旅がらすくれないお仙 第19話「どうすりゃ気が済むの?」（1969年、NET / 東映）
- 緋剣流れ星お蘭 第11話「狙いが逆よ!」（1969年、NET / 東映）
- 女人武蔵（1971年、KTV / 松竹） - 中条四郎左 ※レギュラー
- 軍兵衛目安箱 第6話「魔剣」（1971年、NET / 東映） - 松平伊織
- 忍法かげろう斬り 第7話「辻斬り将軍」（1972年、KTV / 東映） - 西条京之介
- 荒野の素浪人 第1シリーズ 第25話「惨殺 地獄の歌がまた聞こえる」（1972年、NET / 三船プロ） - 斉木一平太
- 怪談 第9回「新選組呪いの血しぶき」（1972年、MBS / 歌舞伎座プロ） - 土方歳三
- 眠狂四郎 第4話「円月 殉愛を斬る」（1972年、KTV / 東映） ※田村正和版
- 長谷川伸シリーズ 第4話「中山七里」（1972年、NET / 東映） - 亀久橋の文太
- 家光が行く（1972年、NTV / ユニオン映画） - 田崎源九郎
  - 第1話「飛び出した若君」
  - 第3話「魚河岸の暴れん坊」
  - 第8話「兄と弟」
- 二人の素浪人 第19話「故郷を焼くひとり旅」（1973年、CX / 東映） - 「魚勝」の勝五郎
- ご存知時代劇 第4話「荒木又右衛門」（1973年、NET）
- 木曽街道いそぎ旅 第4話「信濃追分で逢った女」（1973年、CX） - 武州無宿長七
- 荒野の用心棒（1973年、NET / 三船プロ）
  - 第10話「兇悪の罠が欲望の野に仕掛けられて…」 - 田崎十太夫
  - 第24話「女豹は白銀峡に吼えて…」 - 永見大膳
- 新選組 第12話「近藤勇に危機迫る」（1973年、CX / 東映） - 武田観柳斎 ※鶴田浩二版
- 戦国ロック はぐれ牙 第2話「分銅金に死を賭けろ」（1973年、CX / C.A.L）
- 旅人異三郎 第25話「渡し船に恋がめばえた」（1973年、12ch / 三船プロ） - 米田新兵衛
- 狼・無頼控 第3話「将軍爆破計画」（1973年、MBS / 大映テレビ） - 都築平九郎
- 新書太閤記（1973年、NET / 東映） - 足利義昭
- 旗本退屈男 第25話「神隠し花嫁参上」（1974年、NET / 東映） - 沢井茂兵衛 ※市川右太衛門版
- 度胸時代（1974年、CBC） - 多島権九郎
- 伝七捕物帳 第34話「赤っ鼻の五平 危機一髪」（1974年、NTV / ユニオン映画） - 暗鳥の駒造
- おしどり右京捕物車（1974年、ABC / 松竹）
  - 第5話「蹄」 - 蔵橋
  - 第24話「轟」 - 沢井光三郎
- 次郎長三国志 第23話（1974年、NET / 東映） ※鶴田浩二版
- 斬り抜ける（1974年 - 1975年、ABC / 松竹） - 松平丹波守 ※セミレギュラー
- ご存じ金さん捕物帳 第11話「河童が泣いてる日本橋」（1974年、NET / 東映） - 儀兵ヱ
- 剣と風と子守唄 第2話「ふたり父さま」（1975年、NTV / 三船プロ） - 吉岡伊織
- 影同心 第3話「鐘に怨みの殺し節」（1975年、MBS / 東映） - 鐘撞堂仙右衛門
- 長崎犯科帳 第17話「復讐に賭けた姉妹」（1975年、NTV / ユニオン映画） - 末次屋九右衛門
- 徳川三国志 第5話「南海のあばれ竜」、第6話「白昼の三十六人斬り」（1975年、NET / 東映） - 坂部三十郎
- 隠し目付参上（1976年、MBS / 三船プロ）
  - 第3話「誰が道成寺を舞ったか」 - 浅野
  - 第8話「穴のむこうは極楽か」 - 黒川京十郎
  - 第23話「狙われた春楽! 三太裏切ったか」 - 酒井備前守
- 江戸の旋風シリーズ（CX / 東宝）
  - 同心部屋御用帳 江戸の旋風II 第7話「深川父子唄」（1976年） - 助川新九郎
  - 新・江戸の旋風 第21話「肝っ玉もんの恋」（1980年） - 赤座又五郎
- 夫婦旅日記 さらば浪人 第16話「伊兵衛乱心」（1976年、CX / 勝プロ） - 秋村総左衛門
- 人魚亭異聞 無法街の素浪人 第20話「死の砦の決闘」（1976年、NET / 三船プロ） - 宇津木誠亮
- 五街道まっしぐら! 第6話「飛騨路に消えた三人の花嫁」（1976年、NET / 東映）
- 江戸特捜指令（1977年、MBS / 三船プロ）
  - 第18話「一網打尽! 情炎のクルス」 - 寺岡国房
  - 第26話「大どんでん! 隠し目付最後の戦い」 - 浦部
- ご存知!女ねずみ小僧（1977年、CX / 松竹） - 羅門京十郎
  - 第2話「泣くときは、いつも独り」
  - 第3話「雨に消えた足あと」
  - 第5話「いのちの峠七曲り」 - 第11話「雨戸の陰に誰かいる」
  - 第13話「夜に黄金の虹がたつ」 - 第19話「珈琲は罪の匂い」
- 破れ奉行 第20話「幕府海軍異状あり」（1977年、ANB / 中村プロ） - 山上又右衛門
- 人形佐七捕物帳 第27話「豆六に女難の相!」（1977年、ANB / 東映） - 幸助 ※松方弘樹版
- 江戸の鷹 御用部屋犯科帖（1978年、ANB / 三船プロ）
  - 第2話「黒い沼の悪を斬る!」 - 大崎外記
  - 第10話「凶弾! 復讐の女豹」 - 鳥居備前守
- 若さま侍捕物帳 第15話「参上!! 吸血鬼」（1978年、ANB / 国際放映） - 佐伯
- 江戸の渦潮 第19話「仇討ちと別れ道」（1978年、CX / 東宝）
- 風鈴捕物帳 第9話「父娘を結ぶ銀の駒」（1978年、NET / 東映） - 佃の徳蔵
- 柳生一族の陰謀 第17話「白い毒蜘蛛」（1979年、KTV / 東映） - 松平忠直
- 疾風同心 第24話「恐怖の目撃者」（1979年、12ch / C.A.L） - 小浜屋勘造
- 新五捕物帳 第62話「死を呼ぶ兇剣」（1979年、NTV / ユニオン映画）- 奥村儀一郎
- 半七捕物帳 第10話「張子の虎」（1979年、ANB / 歌舞伎座テレビ） - 松蔵 ※尾上菊五郎版
- 八丁堀暴れ軍団 第12話「娘を狙う金貸し座頭」（1979年、12ch / C.A.L） - 徳の市
- 日本名作怪談劇場 第1話「怪談 累ヶ淵」（1979年、12ch）- 深見新左エ門
- 騎馬奉行 第1話「憎い男の初仕事」、第2話「大殺陣! 怒りの刃」（1979年、KTV / 東映）
- 江戸の激斗 第20話「傷だらけの二人」（1979年、CX / 東宝） - 松井田
- 江戸の牙 第4話「逆転・八万両の行方」（1979年、ANB / 三船プロ） - 石津長門守
- 柳生あばれ旅 第7話「駿府城秘女の闘い -府中-」（1980年、ANB / 東映） - 小畑兵庫
- 雪姫隠密道中記 第8話「怨霊が住む城 -広島-」（1980年、MBS / S.H.P） - 覚全
- 悪党狩り (12ch / 松竹 / 藤映像コーポレーション)
  - 第1話「地獄の道中手形」 （1980年） - 以蔵 ※スペシャル版
  - 第16話「八年目の真実」 （1981年） - 島田伊織
- 旅がらす事件帖 第7話「嵐の中の用心棒」（1980年、KTV / 国際放映） - 柴崎義十郎
- 同心暁蘭之介 第1話「同心の泣いた日」（1981年、CX / 杉友プロ）
- 源九郎旅日記 葵の暴れん坊 第7話「大井川兄弟仁義」（1982年、ANB / 東映） - 塚本兵部大輔
- 松平右近事件帳（NTV / ユニオン映画）
  - 第2話「花の吉原花魁殺し」（1982年） - 榊十太夫
  - 第45話「暦女に死神が憑く」（1983年） - 菱川詠春（新庄長門）
- 斬り捨て御免! 第3シリーズ 第6話「暗闇目付が仕掛けた必殺罠」（1982年、TX / 松竹） - 黒沢外記
- 暁に斬る! 第25話「悪魔にさらした白い肌」（1983年、KTV / ヴァンフィル / 三船プロ）
- 新・松平右近 第8話「鞠子宿から来た女」（1983年、NTV / ユニオン映画） - 田中越後
- 大奥 第32話「永遠の処女」（1983年、KTV / 東映） - 関根六左衛門
- 燃えて散る 炎の剣士 沖田総司（1984年、NTV / 三船プロ） - 清河八郎
- 弐十手物語（1984年、CX） - 遠州屋
- 乾いて候 第2話「妖花 月光院始末」（1984年、CX / 東映） - 間部詮房
- 新大型時代劇 / 真田太平記（1985年、NHK） - 井伊直政
- TBS大型時代劇スペシャル / 太閤記（1987年、TBS） - 細川藤孝
- 銭形平次（1987年、NTV / ユニオン映画） ※風間杜夫版
  - 第4話「結納の行方」 - 大川原
  - 第34話「恐怖の手毬唄」 - 武見武太夫
- 12時間超ワイドドラマ（TX / 東映）
  - 徳川風雲録 御三家の野望（1986年） - 姉小路三位卿
  - 花の生涯 井伊大老と桜田門（1988年） - 武田主税
    - 第二部「黒船の章 攘夷の旋風」
    - 第四部「大老の章 徳川崩壊の炎」
    - 第五部「大獄の章 倒幕の渦潮」
- 隠密・奥の細道 第10話「花嫁の叫び! 芭蕉がおちた悪の罠」（1988年、TX / G・カンパニー）
- 風雲!真田幸村（1989年、TX / 東映） - 本多正信 ※セミレギュラー
- 水曜グランドロマン / 杉良太郎 時代劇スペシャル 用心棒日月抄（1989年、NTV） - 刺客
- 年末時代劇スペシャル / 大岡政談 魔像（1989年、CX / 松竹） - 脇坂山城守
- 右門捕物帖・血染めの矢 江戸－長崎、黄金強奪連続殺人に必殺の十手が挑む!（1989年、NTV / 東映） - 長崎屋
- 新春時代劇スペシャル / 新吾十番勝負（1990年、ANB / 東映） - 老中
- ご存知!旗本退屈男IV 紀州徳川家滅亡か!?（1990年、ANB / 東映）
- 痛快時代劇スペシャル / 柳生武芸帳（1990年、NTV / 東映） - 酒井雅楽守 ※松方弘樹版
- 江戸中町奉行所 第1話「裁きは無用!」（1990年、TX / 松竹） - 脇村淡路守
- 藤田まことの丹下左膳 第1作「痛快!美女に弱いはぐれ剣士 将軍吉宗の江戸で巨悪を斬る!」（1990年、ANB / 東映）
- 遊の人 天下の御意見番 大久保彦左衛門（1991年、TBS / オフィス・ヘンミ） - 河野将監
- あばれ八州御用旅 第2シリーズ 第1話、第2話「姫君抹殺指令! 対決! 白頭巾vs黒爪根来衆」（1991年、TX / ユニオン映画） - 堀田主膳
- 勢揃い清水一家 次郎長売り出す（1992年、NTV / 東映） - 猿屋の勘助
- 四匹の用心棒 第4作「かかし半兵衛ひとり旅」（1992年、ANB / 東映） - 伝六
- 半七捕物帳 第7話「ろくでなし」（1992年、NTV / ユニオン映画） - 唐津屋吉兵衛 ※里見浩太朗版
- 新春大型時代劇スペシャル / 天下を獲った男 豊臣秀吉（1993年、TBS / 東映） - 安国寺恵瓊
- 新春5時間時代劇スペシャル / 独眼竜の野望 伊達政宗（1993年、ANB / 東映）
- お助け同心が行く! 第8話「二度目の金蔵破り」（1993年、TX / G・カンパニー） - 綾部頼母
- 闇を斬る!大江戸犯科帳 第11話「運命の銃弾」（1993年、NTV / ユニオン映画） - 五月雨の紋次
- 木曜時代劇 / はぐれ医者・お命預かります! 女を愛し悪を斬る世直し殺法（1993年、ANB / 東映） ※スペシャル版

#### 現代劇
- 雑草の歌 第135話「父の寝言」（1960年、KR）
- ナショナル ゴールデン・アワー / 松本清張シリーズ 黒い断層「蒼い描点」（1960年、KR）
- 近鉄金曜劇場（TBS）
  - あらくれ（1961年）
  - 善魔（1962年）
  - 君死にたまうことなかれ（1963年）
  - 目撃者（1964年） - 演出助手
- 日立ファミリーステージ / ビル・ピリリは歌う（1962年、TBS）
- 東芝日曜劇場 / ひとりっ子（1962年、RKB） ※お蔵入り作品
- 愛の劇場 / 薔薇海溝（1963年、NTV）
- 鋳型（1963年、NHK） ※第18回芸術祭奨励賞受賞作品、第3回日本テレフィルム技術賞受賞作品（撮影、録音）
- 泉はかれず（1964年、NHK）
- 娘の結婚 第24話「愛すればこそ」（1964年、NTV）
- 木下恵介劇場→木下恵介アワー（TBS）
  - 喜びも悲しみも幾歳月 第4話、第8話（1965年）
  - 3人家族（1968年 - 1969年）
  - 二人の世界（1970年 - 1971年） - 宮島一郎
- 刑事 第9話「栄光」（1965年、CX / 国際放映） - 沖田明
- 若者たち 第8話（1966年、CX）
- 連続テレビ小説 / おはなはん（1966年、NHK）
- 青雲五人の男（1966年、NTV） ※レギュラー
- 泣いてたまるか（TBS / 国際放映）
  - 第23話「その一言がいえない」（1966年） - 白木
  - 第46話「先生仲人をする」（1967年） - 後藤
- ぜったい多数（1967年、NTV）
- カツドウ屋一代（1968年、MBS）
- おんなの劇場（CX）
  - 霧の旗（1969年）
  - 霧氷の影（1970年）
- ポーラ名作劇場 / 深川の鈴（1970年、NET）
- プレイガール 第178話「怪談 情炎幽鬼の館」（1972年、12ch / 東映） - 理一郎
- 真夜中の警視（1973年、KTV / C.A.L） - 松木源次
- 非情のライセンス（NET / 東映）
  - 第1シリーズ 第49話「兇悪のレンズ」（1974年） - 東弘一
  - 第2シリーズ
    - 第36話「兇悪のふれあい」（1975年） - 篠原吉雄
    - 第64話「兇悪の失恋」（1976年） - 青井
- バーディー大作戦 第45話「サラリーマン現金強盗団」（1975年、TBS / 東映） - 赤沼支店長
- Gメン'75 第5話「純金の死体」（1975年、TBS / 東映） - 川名京介
- 炎の記憶（1975年、NTV / 東京映画）
- TOKYO DETECTIVE 二人の事件簿 第24話「拳銃情死行」（1975年、ABC / 大映テレビ）
- 大都会 闘いの日々 第19話「受難」（1976年、NTV / 石原プロ） - 矢村憲助
- 横溝正史シリーズ（MBS）
  - 本陣殺人事件（1977年） - 県警本部長
  - 夜歩く（1978年） - 古神四方太
- 土曜ワイド劇場（ANB）
  - 江戸川乱歩の美女シリーズ 第1作「氷柱の美女 江戸川乱歩の『吸血鬼』より」（1977年） - 岡田道彦
  - 女弁護士 朝吹里矢子 第2作「天使の証言」（1978年） - 検事
  - 西村京太郎トラベルミステリー 第4作「寝台特急あかつき殺人事件」（1983年）- 菊地功
  - 密会の宿殺人事件  第1作「義姉の白い肌が夫を誘う…女美容師の完全犯罪」（1984年）
  - みちのく温泉夫婦探偵 新婚初夜を不動明王が襲う!（1987年）
  - 古代舞の女 奈良古墳殺人事件 クロマメ刑事が飛鳥を走る（1988年）
  - 名探偵・金田一耕助 第3作「三つ首塔」（1988年）
- 花王 愛の劇場 / 岸壁の母（1977年、TBS） - のぶ子の父
- 大追跡 第23話「殺人刑事ウォンテッド」（1978年、NTV / 東宝） - 村井組長
- 特捜最前線（ANB / 東映） - 須藤検事
  - 第66話「判決・毒薬を盛った女!」、第67話「判決II・自白を翻した女!」（1978年）
  - 第85話「死刑執行0秒前!」（1978年）
  - 第133話「六法全書を抱えた狼!」（1979年）
- ザ・スーパーガール 第26話「新探偵 売春組織の罠を暴け」（1979年、12ch / 東映） - 辻井ノボル
- 鉄道公安官 第10話「それは車中で起った」（1979年、ANB / 東映） - 桜井政臣
- 俺たちは天使だ! 第12話「運が良ければキッスができる」（1979年、NTV / 東宝） - 谷口徹夫
- 太陽にほえろ! 第372話「最後の審判」（1979年、NTV / 東宝） - 吉岡正義（レフェリー）
- 噂の刑事トミーとマツ 第1シリーズ 第4話「女ごころvs迷コンビ」（1979年、TBS / 大映テレビ） - 中島
- 駆け込みビル7号室 第1話「赤坂の甘い夜! コールガールがまた一人」（1979年、CX / 三船プロ）
- 高木彬光シリーズ / 白昼の死角（1979年、MBS / 東映） - 熊谷経済主任
- 大激闘マッドポリス'80（1980年、NTV / 東映）
  - 第2話「No.1抹殺計画」 - 前島章一郎
  - 第9話「殺人刑務所」 - 小田島
- 警視-K 第4話「LiLi」（1980年、NTV / 勝プロ） - 大原良比古
- ザ・ハングマンシリーズ（ABC / 松竹芸能）
  - ザ・ハングマン
    - 第3話「罠に落ちた逃亡者」（1980年） - 笹島（仲町署刑事）
    - 第47話「生か死か!?ドラゴン危うし」（1981年） - 寺島茂（大星商事秘書室長）

  - ザ・ハングマンII 第11話「ヤミの談合ナマ中継」（1982年） - 海藤隆三（アジア通商社長）
  - 新ハングマン 第13話「天使を喰うハイエナ病院」（1983年） - 豊里裕次（豊里総合病院院長）
  - ザ・ハングマン4 第10話「エリートの父親が隠し子の命を狙う!」（1984年） - 牧田英一（開発省計画局長）
  - ザ・ハングマンV 第12話「ハネムーン帰りの新妻が続々蒸発する!」（1986年） - 石丸陽介（友愛結婚相談所所長）
  - 女ハングマン・夫のルスに連続殺人犯と対決!! 意外やボスは?（1990年）
- 警視庁殺人課 第21話「女子高生殺人事件 死の標的」（1981年、ANB / 東映） - 高原一郎
- 火曜サスペンス劇場（NTV）
  - 乱れからくり ねじ屋敷連続殺人事件（1982年） - 馬割朋浩
  - 蒼い愛の秘密（1984年）
  - 歪んだ再会（1984年）
  - 非行少年「男と女の皮肉な再会!16年前の過去が少年を殺す」（1985年)　- 島崎[11]
  - 私が死んだ夜（1985年）
  - 地方記者・立花陽介 第2作「伊賀上野通信局」（1993年、近代映画協会） - 足立一郎
  - 小京都ミステリー 第11作「伊予夢芝居殺人事件」（1994年、大映テレビ放送） - 滝口警部
- 宣告（1984年、TBS / オフィス・ヘンミ）
- 現代怪奇サスペンス / 赤いハイヒール（1986年、KTV / 東映）
- 仮面ライダーBLACK 第1話「Black!!変身」、第2話「怪人パーティ」（1987年、MBS / 東映） - 秋月総一郎
- 横溝正史スペシャル / 香水心中（1987年、TBS / 東阪企画） - 監察医
- 京都サスペンス / 曲水の宴・華やかな殺意（1988年、KTV / 東映） - 牧流水
- 水曜グランドロマン / ネコババの女（1989年、NTV）
- 火曜ミステリー劇場 / 西村京太郎スペシャル 十津川警部の挑戦（1990年、ANB / 東映）
- 木曜劇場（CX）
  - しゃぼん玉（1991年、東映）
  - 並木家の人々（1993年） - 観察官
- 裏刑事-URADEKA- 第1話「生き返った男」（1992年、ABC / 松竹芸能）
- 月曜ドラマスペシャル / 十津川警部シリーズ  第3作「上野駅殺人事件」（1993年、TBS / テレパック）上野桜署員

### 吹き替え
- 白鯨（1975年） - エイハブ船長（グレゴリー・ペック）
- 午後の曳航（1978年） - ジム・キャメロン（クリス・クリストファーソン）

## 参考資料
- 『シネマ個性派ランド』キネマ旬報社・編　キネマ旬報社 (1981年）菅貫太郎インタビュー